# سیا
سیا (از سرواژه CIA با تلفظ اصلی سی‌آی‌اِی) و با نام کامل سازمان اطلاعات مرکزی (به انگلیسی: Central Intelligence Agency) یک سازمان اطلاعاتی غیرنظامی وابسته به دولت فدرال ایالات متحده آمریکا با وظیفهٔ جمع‌آوری، تجزیه‌وتحلیل و پردازش اطلاعات امنیت ملی، عمدتاً با استفاده از اطلاعات گردآوری‌شده توسط افراد از سرتاسر جهان است. به‌عنوان یکی از اعضای اصلی جامعه اطلاعاتی ایالات متحده آمریکا، سیا به مدیر اطلاعات ملی پاسخگو است و در درجهٔ نخست بر روی تأمین اطلاعات برای رئیس‌جمهور ایالات متحده آمریکا و کابینه ایالات متحده آمریکا متمرکز است سیا بزرگ‌ترین و قوی‌ترین سازمان اطلاعات در کل دنیا است عملیات‌های سیا بسیار محرمانه بوده و در بسیاری از موارد می‌تواند منجر به سقوط دولت‌ها و حکومت‌های مخالف آمریکا شود.
فعالیت سیا متمرکز بر حوزه برون‌مرزی است و به‌طور محدود به جمع‌آوری اطلاعات از داخل می‌پردازد. همچنین برخلاف اف‌بی‌آی وظیفهٔ اعمال قانون برعهده ندارد. با آنکه سیا تنها نهاد اطلاعاتی آمریکا نیست که مسئولیت گردآوری اطلاعات توسط اشخاص را برعهده دارد، مأموریت مدیریت ملی هماهنگ‌سازی و رفع تعارض اطلاعات گردآوری‌شده توسط اشخاص در جامعهٔ اطلاعاتی آمریکا با این سازمان است. سیا تنها سازمان اطلاعاتی آمریکا است که مجاز به عملیات مخفی برون‌مرزی از سوی رئیس‌جمهور ایالات متحده آمریکا است، مگر در مواردی که رئیس‌جمهور سازمان دیگری را مناسب‌تر تشخیص دهد.
تا پیش از تصویب قانون اصلاح اطلاعات و ممانعت از تروریسم در سال ۲۰۰۴، رئیس سیا، هم‌زمان در رأس جامعهٔ اطلاعات آمریکا نیز بود. اما اکنون این عملکردها و اختیارات به مدیر جامعهٔ اطلاعات آمریکا (DNI) محوّل شده است. با این حال، حجم فعالیت‌های سیا گسترش داشته است به‌طوری‌که طبق گزارش روزنامهٔ واشینگتن پست، در سال مالی ۲۰۱۰، سیا بیشترین بودجه را در مجموعهٔ جامعهٔ اطلاعات آمریکا داشته است. سیا نقش خود را در حوزه‌هایی نظیر عملیات شبه‌نظامیِ مخفیانه گسترش داده است و یکی از بزرگ‌ترین واحدهای آن، یعنی مرکز عملیات اطلاعاتی (به انگلیسی: Information Operations Center (IOC)) بر عملیات تهاجمی سایبری متمرکز شده است.
مرکز سیا در ایالت ویرجینیا است. این سازمان بخشی از جامعهٔ اطلاعاتی آمریکا است. نقش و ویژگی‌های سیا تقریباً برابر با سازمان اطلاعات و امنیت خارجی در بریتانیا، سرویس اطلاعات مخفی در استرالیا یا موساد در اسرائیل است.

## نام
نام‌شناسی «سیا» نشان می‌دهد که پیشینه این آوانویسی و تلفظ از CIA در فارسی حداقل به اسناد کودتای ۲۸ مرداد می‌رسد و در کتاب‌ها و مقالات سیاسی پیش و پس از انقلاب ۱۳۵۷ بیشترین رواج را دارد. در زبان اسپانیایی هم /سی‌آ/ و /زی‌آ/ تلفظ می‌شود.
مکان درست هجا در تلفظ ترجمه فارسی نام کامل آن، «(۱)آژانسِ اطلاعاتِ(۲)مرکزی» است ولی به اشتباه «(۱)آژانسِ(۲)اطلاعاتِ مرکزی» هم خوانده می‌شود. ترجمه درست‌تر، «آژانس مرکزی اطلاعات» است که کمی هم رواج دارد؛ در زبان‌های اسپانیایی و فرانسوی هم نام کامل آن، معادل «آژانس مرکزی اطلاعات» در فارسی ترجمه شده است.

## نشان
نشان سیا یک عقاب سرسفید است که پرنده ملی و نشان قدرت و هوشیاری است. تیغه‌های شعاعی علامت قطب‌نما، نشان تجمیع اطلاعات سری از سراسر دنیا در یک نقطه مرکزی است.

## اهداف
سیا در ابتدا به‌منظور ایجاد یک مرکز تبادل اطلاعات و تحلیل برای سیاست خارجی ایالات متحده ایجاد شد، اما امروزه هدف اصلی آن گردآوری، تحلیل، ارزیابی و انتشار اطلاعات خارجی و اجرای عملیات مخفیانه است.
بر اساس بودجه سال ۲۰۱۳ پنج اولویت کاری سیا عبارت بوده‌اند از:
- ضدتروریسم
- جلوگیری از گسترش جنگ‌افزارهای هسته‌ای و دیگر انواع سلاح‌های کشتارجمعی
- هشدار و آگاه‌سازی رهبران ایالات متحده در خصوص رخدادهای مهم خارجی
- ضداطلاعات
- اطلاعات سایبری (Cyber intelligence)

## بخش‌های اصلی
سیا یک ادارهٔ اجرایی و پنج ادارهٔ اصلی دارد که عبارتند از:
- ادارهٔ نوآوری‌های دیجیتال
- ادارهٔ تحلیل
- ادارهٔ عملیات یا خدمات ملی مخفی (به انگلیسی: National Clandestine Service) نام مرکز ضدتروریستی[۹]
- ادارهٔ پشتیبانی
- ادارهٔ علم و فناوری

در این سازمان مراکزی وجود دارد از جمله:
- مرکز ضدتروریسم سیا (به انگلیسی: Counter terrorism Center) یا (CTC) نام مرکز عملیاتی مبارزه با تروریسم و یکی از کلیدی‌ترین بخش‌های سیا.[۱۰]

## تاریخچه

### پیش‌زمینه
موفقیت‌های بریتانیا در جنگ جهانی دوم، فرانکلین روزولت را ترغیب کرد که یک واحد اطلاعاتی مشابه سازمان اطلاعات مخفی بریتانیا تأسیس کند، که «دفتر خدمات راهبردی» (Office of Strategic Services) نامیده شد. در زمان کوتاهی پس از پایان جنگ جهانی دوم، هری ترومن در سال ۱۹۴۵ دستور داد این اداره منحل شود و وظایفش به ادارات دیگر محول گردد. علی‌رغم مخالفت ارتش، وزارت خارجه و FBI، هری ترومن در ژانویه ۱۹۴۶ دستور تأسیس «مرجع اطلاعات ملی» (National Intelligence Authority) را صادر کرد، که سَلَف سیا محسوب می‌شود.

### تأسیس
با تصویب قانون امنیت ملی (۱۹۴۷)، شورای امنیت ملی ایالات متحدهٔ آمریکا و سیا تأسیس شد و نهادهای پیشین منحل گردید. در سال ۱۹۴۹ قانون سازمان اطلاعات مرکزی به تصویب رسید و به سیا اجازه داد که رویه‌های مالی و اداری محرمانه را به کار بندد و این سازمان را از اغلب محدودیت‌های منابع و اعتبارات فدرال مستثنا کرد. همچنین، این سازمان را از افشای اطلاعات ساختار، کارکردها، پرسنل، عنوان‌ها، حقوق‌ها و تعداد کارمندانش مستثنا کرد.

### توسعه
سیا مجبور بود که هم‌زمان در برابر خواسته‌های متفاوت رئیس‌جمهور، وزارت دفاع و وزارت امور خارجه پاسخگو باشد. این مجموعه مطالبات به دو حوزهٔ گردآوری مخفیانهٔ اطلاعات و عملیات مخفیانه معطوف بود. یکی از اهداف اصلی فعالیت‌های اطلاعاتی در این مقطع اتحاد جماهیر شوروی بود. در این زمان ادارهٔ عملیات ویژه، ادارهٔ گزارش‌ها و تخمین‌ها و ادارهٔ هماهنگ‌سازی خط‌مشی‌ها راه‌اندازی شد و سیا اقدام به جاسوسی گسترده دربارهٔ اقدامات، توانمندی‌ها و اهداف شوروی در اروپای مرکزی و شرقی کرد. اما گزارش‌های اطلاعاتی اولیهٔ سیا ضعیف بود و این سازمان نتوانست اطلاعات کافی در خصوص سلطهٔ شوروی بر رومانی و چکسلواکی و نیز محاصرهٔ برلین و پروژهٔ بمب اتمی شوروی به دست آورد. تا زمان وقوع جنگ کره در سال ۱۹۵۰، سیا تنها چند هزار نفر پرسنل داشت و توانایی گردآوری اطلاعات را نداشت. بااین‌حال، این سازمان در مواردی نظیر اثرگذاری بر انتخابات سال ۱۹۴۸ ایتالیا موفق شد با صرف منابع هنگفت مالی سیاستمداران را تطمیع کند.

### در جنگ سرد
پیش از انقلاب ۱۳۵۷، سیا در بهشهر و در ارتفاعات کبکان در شهرستان درگز واقع در استان خراسان رضوی، مراکز مخفی بسیار پیشرفته‌ای برای رصد فعالیت‌های موشکی و فضایی اتحاد جماهیر شوروی ایجاد کرده بود.
با همکاری سیا، ارتش ایران توانست با اجرای پروژهٔ آیبکس، ارتباطات مخابراتی ارتش عراق را شنود و از تحرکات نظامی عراق در عمق خاک آن کشور عکس‌برداری کند.

چالمرز جانسن در کتاب «برچیدن امپراتوری» می‌نویسد:
همهٔ رئیس‌جمهورهای آمریکا از هری ترومن به بعد، پس از آنکه درمی‌یافتند که یک ارتش پنهان خصوصی در اختیارشان است و از نظر مالی به هیچ‌کس پاسخگو نیست، نمی‌توانستند از بکارگیری آن خودداری کنند.
دوایت آیزنهاور در دورهٔ ریاست‌جمهوری خود از روش‌های جاسوسی سیا رضایت نداشت و آن را بی‌احتیاط قلمداد می‌کرد. او به آلن دالس گفت: 

«از زمان حادثهٔ پرل هاربر تاکنون هیچ تغییرات مثبتی در این سازمان ایجاد نشده است. من میراثی از خاکستر برای رئیس‌جمهور آینده باقی خواهم گذاشت!»

#### شکست عملیات علیه شوروی
چالمرز جانسن در کتاب خود می‌نویسد:
«سازمان سی.آی. اِی در دهه ۱۹۵۰ میلادی شمش‌های طلا به ارزش میلیون‌ها دلار بهمراه بی‌سیم و جنگ‌افزار و مهمات فراوانی به لهستان سرازیر کرد زیرا رهبران این سازمان خیال می‌کردند که یک جنبش بزرگ زیرزمینی در لهستان علیه شوروی درحال فعالیت است؛ ولی درواقع سال‌ها پیش، شوروی آن جنبش را منهدم کرده و عوامل خود را به جای رهبران آن جنبش گماشته بود و عوامل اصلی لهستانی را هم به جاسوس دوطرفه تبدیل کرده بود. روس‌ها به مدت ۵ سال به ریش آمریکا می‌خندیدند و آمریکا در این مدت میلیونها دلار پول و برنامه‌ریزی را هدر داد. دردناک‌تر از همه این بود که شوروی بخشی از آن پولهای آمریکا را برای کمک به حزب کمونیست ایتالیا می‌فرستاد.»

#### اثرگذاری فرهنگی
در طول جنگ سرد، سیا از فعالیت‌های فرهنگی گوناگونی در قالب مبارزهٔ فرهنگی با بلوک شرق حمایت می‌کرد، از آن‌جمله می‌توان به سبک هنری اکسپرسیونیسم انتزاعی اشاره کرد که بیش از ۲۰ سال در سراسر جهان رونق داده و تقویت شد.

## پروژه‌ها و عملیات‌ها
یک فهرست از رخدادها که سیا در آن نقش‌آفرینی کرده است:
- انتخابات ریاست جمهوری ایتالیا؛ ۱۹۴۸
- جنگ کره؛ ۱۹۵۲–۱۹۵۳
- جمهوری خلق چین؛ ۱۹۵۲
- کودتای ۲۸ مرداد- ۱۹۵۳
- کودتای ۱۹۵۴ گواتمالا؛ ۱۹۵۴
- توطئه علیه پاتریس لومومبا؛ ۱۹۶۰
- سوءقصد به رافائل لئونیداس تروخیو؛ ۱۹۶۱
- حمایت دالایی لاما و شورشیان تبت؛ دهه ۱۹۵۰ و ۱۹۶۰
- پروژه ام‌کی‌اولترا و عملیات اوج نیمه‌شب؛ دهه ۱۹۵۰ و ۱۹۶۰
- اقدامات مکرر علیه کوبا از جمله عملیات خلیج خوک‌ها؛ دهه ۱۹۶۰
- عملیات گربه شنوا؛ دهه ۱۹۶۰
- پروژه تایگر پشتیبانی از کودتا در ویتنام جنوبی؛ ۱۹۶۳
- سرکوب کمونیست‌های اندونزی؛ ۱۹۶۵–۱۹۶۶
- جنگ ویتنام از جمله برنامه فونیکس؛ ۱۹۵۵–۱۹۷۵
- جنگ داخلی لائوس؛ ۱۹۵۳ – ۱۹۷۵
- اشلون؛ شروع از دهه ۱۹۶۰ و به‌طور رسمی ۱۹۷۱
- کودتای ۱۹۷۳ شیلی؛ ۱۹۷۳
- پروژه ژن تیره، پروژه مشترک با نیروی هوایی شاهنشاهی ایران علیه اتحاد جماهیر شوروی؛ دهه ۱۹۶۰ و ۱۹۷۰
- پروژه استارگیت؛ ۱۹۷۸–۱۹۹۵
- عملیات سایکلون: پشتیبانی از مجاهدین افغان در جنگ شوروی در افغانستان؛ دهه ۱۹۸۰
- ماجرای ایران-کنترا ۱۹۸۵ تا ۱۹۸۷
- عملیات مرلین علیه برنامه هسته‌ای ایران دهه ۱۹۹۰ تا اوایل دهه ۲۰۰۰
- عملیات بازی‌های المپیک علیه برنامه هسته‌ای ایران شامل ویروس رایانه‌ای استاکس نت، شعله و … از ۲۰۰۶
- برنامه تعلیم و تجهیز سوریه ای‌ها؛ از ۲۰۱۱